# Palaeaspilates reducta
Palaeaspilates reducta is een vlinder uit de familie spanners (Geometridae). De wetenschappelijke naam van deze soort is voor het eerst geldig gepubliceerd in 1981 door Wiltshire.
De soort komt voor in tropisch Afrika.